# Melanchthonkirche (Hannover)

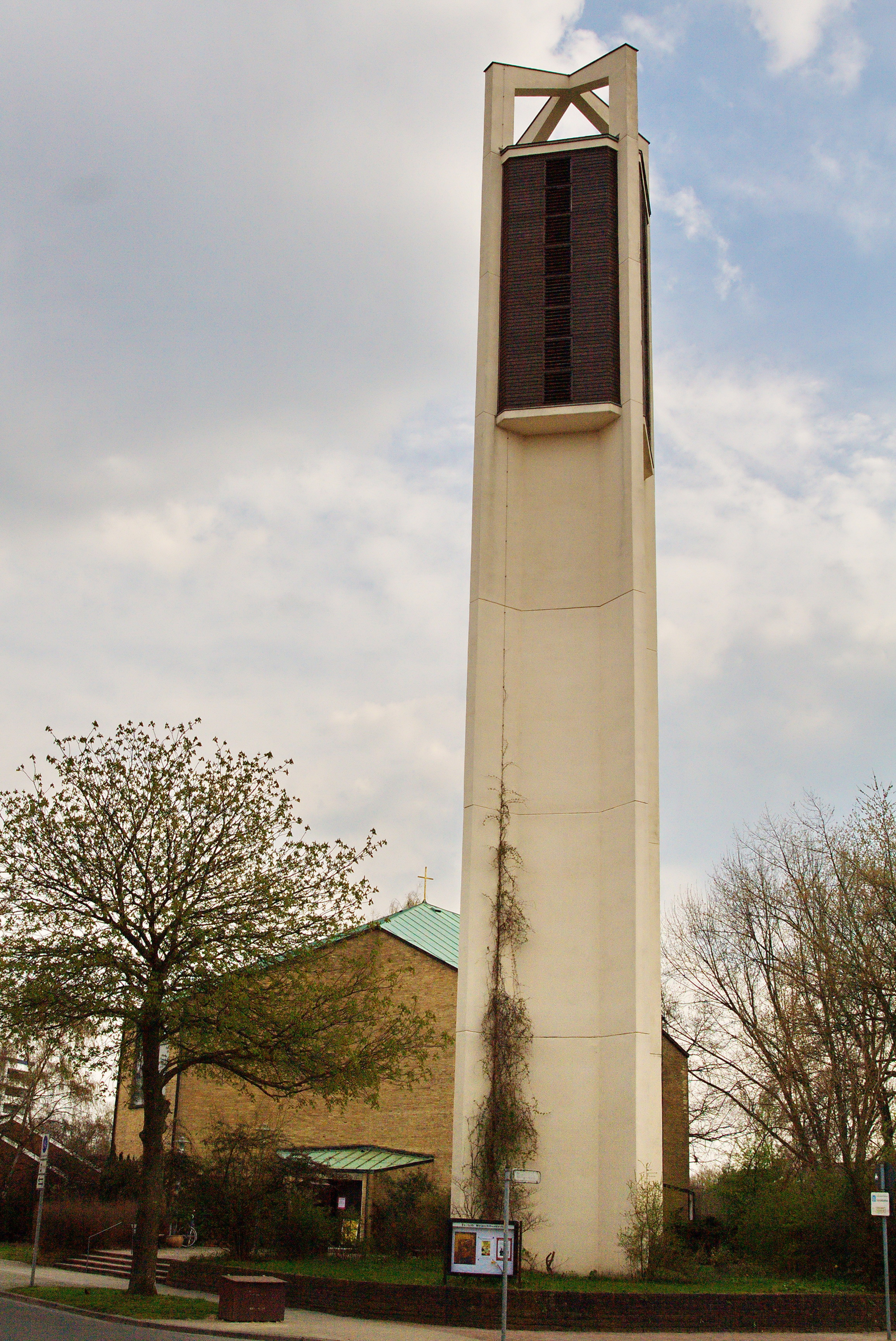
Melanchthonkirche

Die Melanchthonkirche, benannt nach Philipp Melanchthon, ist eine evangelisch-lutherische Kirche in Hannover im Stadtteil Bult.
Sie wurde von 1959 bis 1961 nach den Plänen des hannoverschen Architekten Karl-Heinz Lorey auf dem Gelände einer ehemaligen Laubenkolonie errichtet. Die Kirche hat die Grundform eines einfachen griechischen Kreuzes.

## Ausstattung
Die Kirche besitzt zwei diagonal gesetzte Eingänge. Der Altarraum wurde mit Muschelkalk gestaltet. In der Mitte des Baus befand sich ein von Ingeborg Steinohrt gestalteter Taufstein – direkt unter der 15 Meter hohen Spitze des Kupferdaches. Für Andachten und kleinere Veranstaltungen war eine Unterkirche mit 100 Plätzen integriert. Der hannoversche Bildhauer Siegfried Zimmermann gestaltete die acht seit 1988 am Eingang angebrachten Bronzereliefs mit biblischen Motiven.
In den Jahren 2012/2013 wurde die Kirche grundlegend unter Beibehaltung der äußeren Gestaltung umgebaut. In die bestehende Kubatur der Seitenflügel wurden Gemeinde- und Funktionsräume integriert, der Sakralraum wurde verkleinert. Die Unterkirche wurde zu einem multifunktionalen Gruppenraum umgebaut.

### Glocken
In dem Turm befinden sich vier Bronzeglocken, die 1961 von Friedrich Wilhelm Schilling aus Heidelberg gegossen wurden. Sie erklingen in den Tönen fis1, a1, h1 und cis2.